# 米米CLUB大全集Vol.9 SHARISHARISM 7 Co-Conga
『米米CLUB大全集Vol.9 SHARISHARISM 7 Co-Conga』（コ・コンガ）は、1989年8月21日に発売された米米CLUBのVHS。

## 解説
- コンサートツアー「a K2C ENTERTAINMENT SHARISHARISM 7 Co-Conga」の東京ベイNKホールでの映像を収録。

## 収録曲
全作詞・作曲：米米CLUB（注記を除く）
1. Ope-Co
2. 美熱少年
3. どうにもとまらない
作詞：阿久悠、作曲：都倉俊一
4. EN MI CORAZON（On My Mind）
5. EL CO-CONGA
6. LOLLIPOP
7. Make Up
8. NUNCA CONTIGO
作詞・作曲：EDWARD PALMIERI
9. トーキョードンピカ
10. OH!
11. サササササヨナラ
12. ライスシャワー
  - TIMEシャワーに射たれて…

作詞：川村真澄、作曲：久保田利伸